# Maigret und der Spion
Maigret und der Spion (französisch: La danseuse du Gai-Moulin) ist ein Kriminalroman des belgischen Schriftstellers Georges Simenon. Er ist der zehnte Roman einer Reihe von insgesamt 75 Romanen und 28 Erzählungen um den Kriminalkommissar Maigret. Der Roman entstand im September 1931 in Ouistreham und erschien im November des Jahres beim Pariser Verlag Fayard. 1935 brachte die Schlesische Verlagsanstalt die erste deutsche Übersetzung von Harold Effberg unter dem Titel Die Tänzerin heraus. Seit der Übersetzung von Hansjürgen Wille und Barbara Klau, die 1962 bei Kiepenheuer & Witsch veröffentlicht wurde, ist der Roman im deutschen Sprachraum als Maigret und der Spion bekannt. Auch die Neuübersetzung von Hainer Kober, die 1986 beim Diogenes Verlag erschien, behielt diesen Titel bei.
Zwei junge belgische Burschen, die einer erfahrenen Animierdame nachstellen, planen einen Einbruch in ein Lütticher Nachtlokal, um die Kasse zu stehlen. Doch in dem verlassenen Etablissement stoßen sie auf einen leblos am Boden liegenden Gast. Als dessen Leiche am nächsten Tag im Lütticher Zoo aufgefunden wird, avancieren die beiden Jugendlichen rasch zu den Hauptverdächtigen eines spektakulären Mordfalls. Die belgische Polizei interessiert sich allerdings auch für einen am Tatort anwesenden Franzosen mit auffallend großer und breiter Statur.

## Inhalt

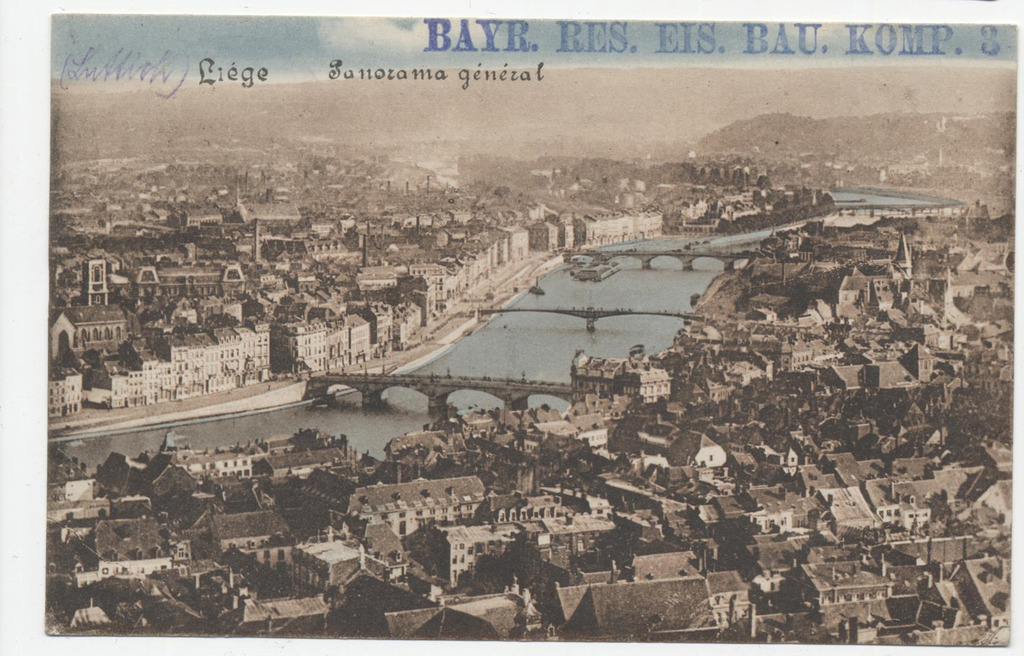
Lüttich im Jahr 1915

An einem Herbstabend in Lüttich sitzen zwei junge Burschen, der erst 16-jährige Jean Chabot und sein zwei Jahre älterer Freund René Delfosse, im Nachtlokal Gai-Moulin und schwärmen für die Animierdame Adèle Bosquet, der beide schon einmal beim Anziehen zusehen durften. Heute kümmert sich Adèle allerdings um einen fremden Gast, einen offenkundig reichen Griechen namens Ephraïm Graphopoulos. Die beiden stets in Geldnöten steckenden Jungen planen derweil einen großen Coup: den Diebstahl der Kasse des Etablissements. Sie verstecken sich im Keller, bis der Wirt Génaro und sein Kellner Victor das Lokal abgeschlossen haben. Doch als sie im Dunkeln über einen reglos am Boden liegenden Mann stolpern, geraten sie in Panik und flüchten aus dem Lokal.
Am nächsten Morgen wird die Leiche des Griechen in einem Weidenkoffer im Zoologischen Garten aufgefunden. Bald schon fällt der Verdacht der Lütticher Polizei auf die beiden jungen Burschen. Delfosse scheint über Nacht zu Geld gekommen, von dem er behauptet, er habe es seinem Onkel gestohlen. Doch während der Sohn eines einflussreichen Fabrikanten untertaucht, wird sein Freund Chabot, ein Junge aus einfachen Verhältnissen, festgenommen. Seine Aussage führt die Polizei auf die Spur eines weiteren Verdächtigen, eines großen, schwerfälligen Franzosen, der die Ereignisse am Vorabend im Gai-Moulin still verfolgt hat. Noch am gleichen Abend spaziert der Franzose gelassen in das durch Schaulustige und Journalisten überlaufene Nachtlokal und lässt sich festnehmen. Es handelt sich um – Kommissar Maigret.
Während er zum Schein in Untersuchungshaft genommen wird, berichtet Maigret dem belgischen Kommissar Delvigne die Vorgeschichte des Falles. Zwei Tage vor seinem Tod hatte Graphopoulos in Paris um Polizeischutz ersucht. Dann schien er seine Meinung geändert zu haben und setzte alles daran, den observierenden Inspektor abzuhängen. Als er den Zug nach Lüttich bestieg, übernahm Kommissar Maigret persönlich die Verfolgung, quartierte sich im selben Hotel ein und beschattete ihn auch im Gai-Moulin. Nach Lokalschluss verlor er den Griechen aus den Augen, entdeckte jedoch dessen Leiche im benachbarten Hotelzimmer. Maigret nahm an, dass Graphopoulos in die Affäre einer international agierenden Organisation verstrickt war, der nur beizukommen wäre, wenn er die Ereignisse verwirrte. Also transportierte der Pariser Kommissar die Leiche in einem Weidenkoffer des Hotels in den Lütticher Zoo. Um die wahren Täter in Sicherheit zu wiegen, spielt er den wartenden Journalisten seinen Selbstmord vor, woraufhin Delvigne ankündigt, den Fall zu den Akten zu legen.
Die List verfängt. Am folgenden Abend schleichen gleich zwei Männer unter der Beobachtung der Lütticher Polizei heimlich in Adèles Appartement: der Kellner Victor und René Delfosse. Sie werden überwältigt und es stellt sich heraus, dass Génaro, Victor und Adèle bereits seit Jahren für einen Geheimdienst arbeiteten, bei dem auch der abenteuerlustige Graphopoulos anheuern wollte. Zur Probe stellte man ihm die Aufgabe, Papiere aus dem Gai-Moulin zu stehlen, doch bekam er es mehrfach mit der Angst zu tun: zuerst in Paris, als er sich dem Auftrag zu entziehen versuchte, später in Lüttich, als er bei seinen nächtlichen Aktivitäten von den beiden Jungen überrascht wurde und den toten Mann spielte. Wenige Stunden später wurde aus seinem Schauspiel Realität. Im Glauben, der Grieche sei tot, wollte René Delfosse das Hotelzimmer ausrauben, wurde jedoch von dem heimkehrenden Graphopoulos überrascht und erschlug diesen mit dem Rohrstock seines Vaters. Der kränkelnde Delfosse stirbt bald, nachdem er in eine Nervenklinik eingeliefert wird. Sein Freund Chabot hingegen wird von seinem Vater in den Kongo geschickt, um in der belgischen Kolonie wieder zu einem rechtschaffenen Leben zurückzufinden.

## Hintergrund

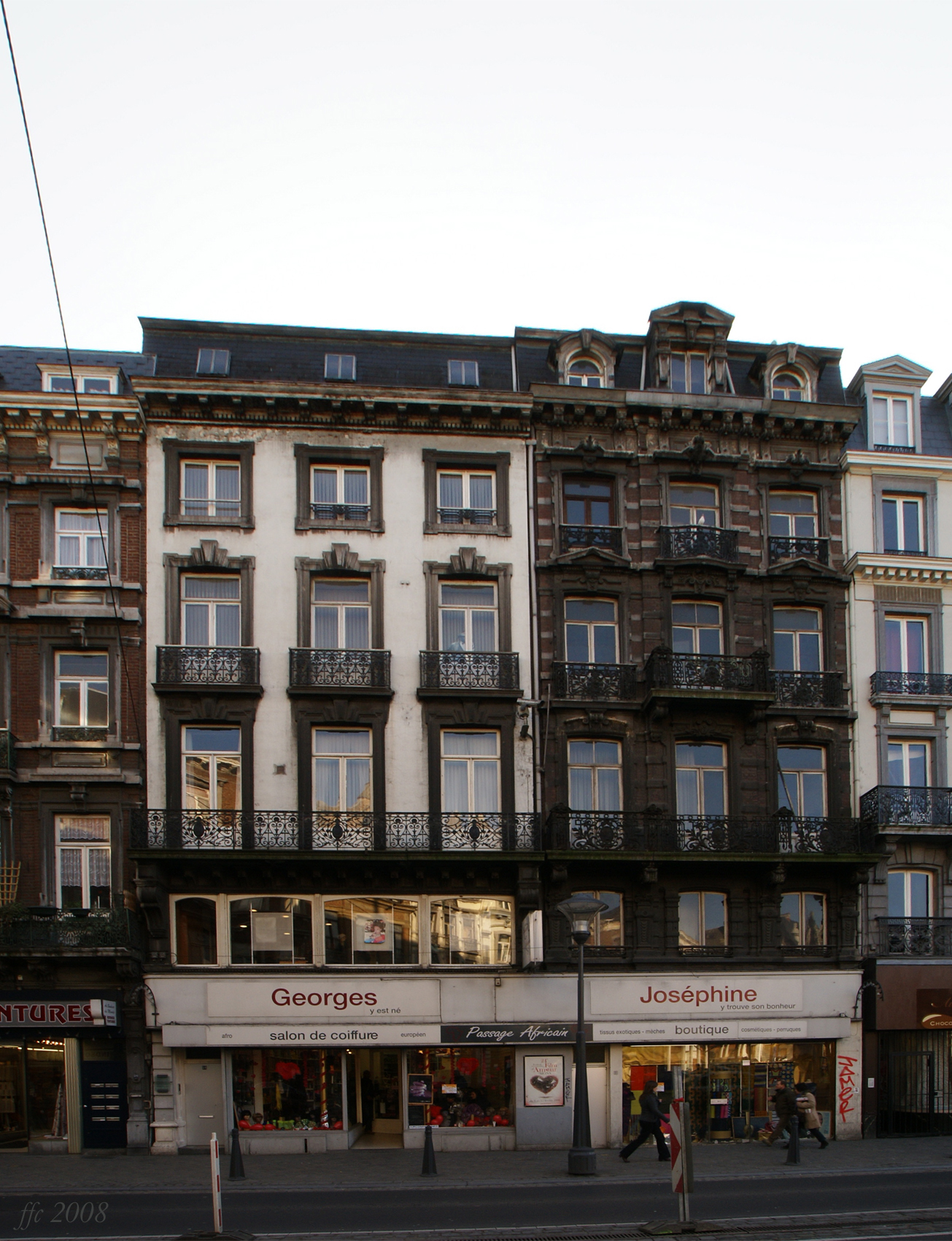
Simenons Geburtshaus in der Rue Léopold 26

Im Februar 1931 erschienen die ersten beiden Maigret-Romane Maigret und der verstorbene Monsieur Gallet sowie Maigret und der Gehängte von Saint-Pholien, die Simenon mit einem groß beworbenen Kostümball, dem Bal Anthropométrique, einführte. Sein Hausverlag Fayard, für den er zuvor bereits unter diversen Pseudonymen Groschenromane verfasst hatte, plante eine monatliche Erscheinungsweise der Reihe, so dass der Autor unter Zeitdruck weitere Maigret-Romane fertigstellen musste. In den folgenden acht Monaten lebte und schrieb Simenon an Bord seines Bootes Ostrogoth, mit dem er die französischen Kanäle und Küsten befuhr, ehe er in Ouistreham vor Anker ging. Hier entstand im September 1931 der Roman Maigret und der Spion in einer auch für den Vielschreiber Simenon ungewöhnlich kurzen Zeit von gerade einmal 25 Stunden.
Nicht zum ersten Mal kehrte Simenon mit dem Roman in seine Geburtsstadt Lüttich zurück. Bereits die zweite Hälfte von Maigret und der Gehängte von Saint-Pholien war in seiner belgischen Heimat angesiedelt. Beide Romane sind durchzogen von autobiografischen Erinnerungen. So gab es im Lütticher Le Carré tatsächlich einen Nachtklub Gai-Moulin nahe der Rue Léopold, in der Simenon geboren wurde. Der junge Georges besuchte das Lokal regelmäßig zu Beginn der 1920er Jahre. Auch das Café Pélican und das Hôtel Moderne gehen auf Lütticher Örtlichkeiten gleichen Namens zurück. In der Rue de la Loi 53, dem Wohnort Jean Chabots, lebte Simenon von 1911 bis 1917. Bogdanowsky und Pauline (Feinstein) hießen zwei Untermieter seiner Mutter an dieser Adresse.
Die Eltern Chabot – die energische, nörgelnde Mutter und der verständnisvolle, schwache, herzkranke Vater – sind ein Spiegelbild von Simenons Eltern. Onkel Henry, vor dem der junge Jean gewarnt wird, erinnert an Simenons dem Alkohol verfallenen Onkel Léopold. Peter Foord sieht in Jean ein mögliches Alter Ego seines Autors, der in späteren Jahren immer wieder betonte, wie nahe er daran war, in ein kriminelles Milieu abzugleiten, wenn er nicht zum Schriftsteller geworden wäre. Der belgische Tourismusverband erkennt jedenfalls das Vorbild Simenons in den beiden jugendlichen Protagonisten: „Junge Männer aus anständigem Haus, die sich einen ungesunden Lebensstil angewöhnen und sich in Nachtclubs wie dem ‚Gai-Moulin‘ herumtreiben.“

## Interpretation
Obwohl „Maigret“ auf dem Buchtitel steht (dazu Tilman Spreckelsen: „die Leser sollen es ja kaufen“), kommt der Pariser Kommissar in Maigret und der Spion erst sehr spät überhaupt ins Spiel. Bis weit über die Hälfte des Romans bleibt der Kommissar inkognito, nicht mehr als ein Schatten im Hintergrund, der sogar den Verdacht auf sich zieht. Allerdings ist bereits die erste Beschreibung, die von ihm abgegeben wird, für geübte Leser entlarvend. Wie üblich in den frühen Maigret-Romanen erweist sich der Kommissar in körperlichen Auseinandersetzungen als „harter Bursche“. Doch ansonsten zeigt er sich dieses Mal von ungewöhnlicher Heiterkeit und Ausgelassenheit. Als Gast im fremden Land spielt er die Rolle eines Privatdetektivs und führt die belgische Polizei an der Nase herum. Für Murielle Wenger wirkt Maigret wie ein kleines Kind, das sich über seinen Streich diebisch freut, als er Kommissar Delvigne seine Identität enthüllt. Immer wieder wird die ernste Handlung auch durch das komische Zwischenspiel eines belgischen Inspektors unterbrochen, der seinen Kollegen verbilligte Pfeifen andrehen will.
Stanley G. Eskin benennt die drei zentralen Typen des Romans: einen Vamp, wie so häufig in den frühen Maigret-Romanen, einen naiven Liebhaber und einen Freund mit verderblichem Einfluss. Gerade das Gegensatzpaar eines ärmlichen, unsicheren Schwächlings und eines selbstsicheren, zynischen Egoisten finde sich immer wieder in Simenons Werken, und Eskin sieht in beiden einen Teil von Simenons Wesen. Gavin Lambert beschreibt sie als Repräsentanten einer entfremdeten Jugend und ihrer Perversionen. Für Peter Foord erforscht Simenon mit ihnen die allgemeingültigen Themen der menschlichen Schwäche, der Verführung und der Besessenheit. Laut Tilman Spreckelsen wirkt der Roman über weite Strecken, als habe Simenon nur Augen „für die armen, verwirrten Siebzehnjährigen“. Der Kniff der Handlung besteht laut Dominique Meyer-Bolzinger darin, dass Simenon die beiden Jungen permanent als Paar vorführt und den Leser so vergessen lässt, dass sie von ganz unterschiedlichem Wesen sind. Nicht beide gemeinsam sind unschuldig, sondern einer alleine ist der Mörder.
Den beiden über die Stränge schlagenden Halbstarken stellt Peter Foord das Personal des Nachtclubs gegenüber, das ebenfalls seine kriminellen Geheimnisse hat, doch aus kühl kalkulierenden Berufsverbrechern besteht. Zum Auslöser des Zusammenstoßes der beiden Gruppen und ihrer ganz unterschiedlichen Beweggründe wird der ebenso reiche wie naive Grieche Graphopoulos, der seinem ereignislosen Leben zu entfliehen versucht. Dieser Spion aus Langeweile ist für Josef Quack ein Beispiel der abenteuerlichen, oft sensationellen Hintergrundgeschichten, die Simenon in seinen frühen Romanen entwickelte. Für Tilman Spreckelsen geraten die beiden jungen Leute, die in ihrer Freizeit etwas erleben wollen, unvermittelt an Menschen, die ernst machen. Gemein haben sie jedoch alle, dass sie Aufregung suchen, sich aus dem Durchschnitt erheben wollen und letztlich unter die Räder kommen. Am Ende triumphiert allein Kommissar Maigret, die perfekte Verkörperung der kleinbürgerlichen Durchschnittlichkeit.

## Rezeption

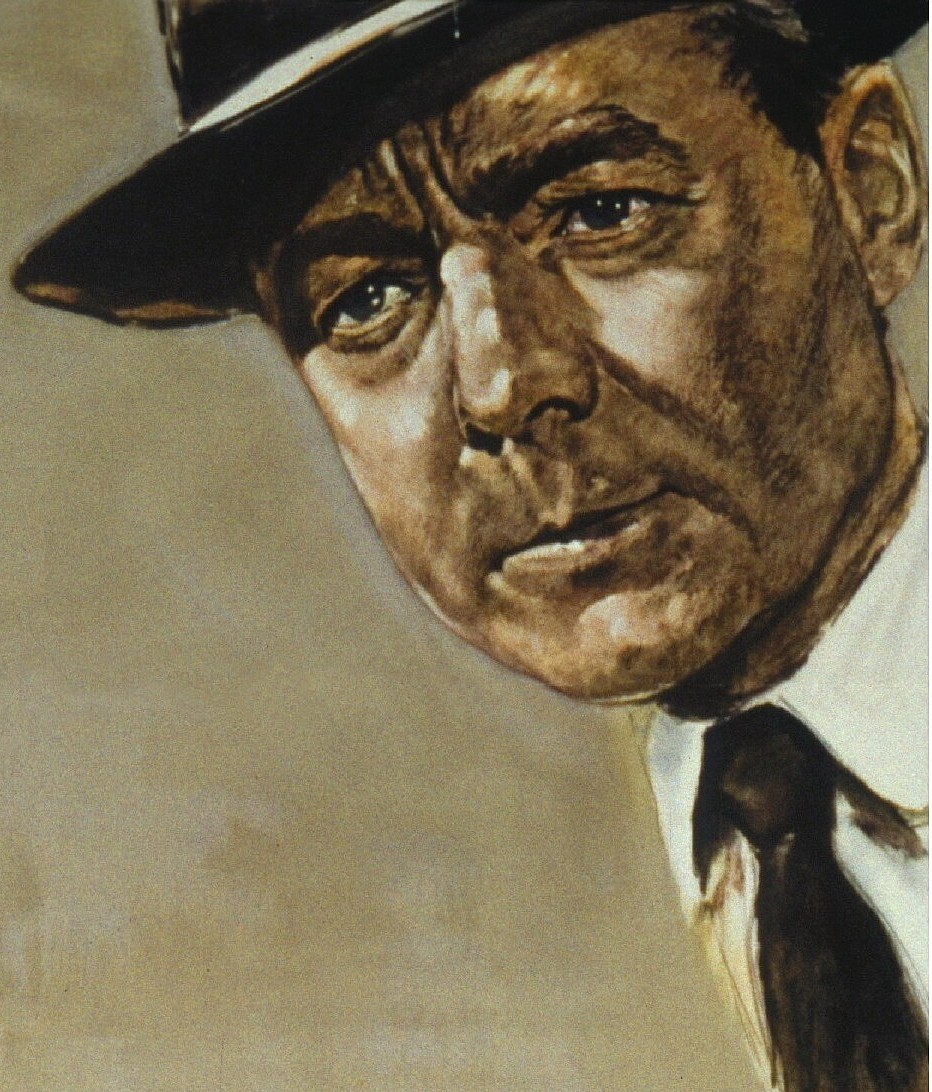
Heinz Rühmann, hier auf dem Filmplakat zu Es geschah am hellichten Tag (1959), spielte den Maigret in der Verfilmung Maigret und sein größter Fall (1966).

Die New York Times Saturday Review of Book and Art sah in Maigret und der Spion ebenso wie in Maigret und das Verbrechen in Holland „exzellente Beispiele des Werks von Georges Simenon, der wegen der Geschwindigkeit, mit der er seine Detektivgeschichten ausstößt, der französische Edgar Wallace genannt wird.“ Damit ende die Ähnlichkeit jedoch bereits, denn Simenon setze nicht wie sein englischer Kollege auf rasante Action und aufregende Effekte: „Sein Kommissar Maigret ist so ziemlich der ruhigste Detektiv, der in der Literatur bekannt ist, doch ist er nichtsdestotrotz effektiv.“ Für Kirkus Reviews war das „Garn“ der Romane „temporeich und gut lesbar“: „Maigret verspricht binnen Kurzem ein anerkannter Klassiker zu werden“. Zwar zähle der Roman nicht zu „Maigrets größten Triumphen“, doch sei er „interessant wegen seiner eindringlichen Charakterstudien – besonders jener von Teenagern in ernsten Schwierigkeiten.“
Für The Spectator war es „die spannendste Maigret-Geschichte, die bislang übersetzt wurde“: „Vom mitreißenden ersten Kapitel bis zur unvermeidlichen Massenfestnahme wird das Gaspedal ununterbrochen durchgetreten.“ Publishers Weekly pries: „Simenons Genie scheint durch diese einfache, aber spannende Geschichte.“ Roddy Campbell las ein „wundervolles Buch“, das in eine „Welt von Grünschnäbeln und Nachtclub-Stammkunden“ führe, aber auch einen „herrlich vertrackten Plot“ biete. Oliver Hahn von maigret.de urteilte kurz und knapp: „Eine rundherum gelungene Maigret-Erzählung!“
Der Roman wurde zweimal verfilmt. 1966 kam der Spielfilm Maigret und sein größter Fall in die Kinos. Unter der Regie von Alfred Weidenmann spielte Heinz Rühmann den Kommissar Maigret. Weitere Rollen waren mit Françoise Prévost, Günther Stoll, Günter Strack und Eddi Arent besetzt. Das Drehbuch von Herbert Reinecker entfernte sich so weit von Simenons Vorlage, dass am Ende nicht einmal mehr ein Spion vorkam. Kommissar Maigret verwandelte sich in der Interpretation Rühmanns für den Spiegel in ein „Maigretchen“. Eine weitere Verfilmung entstand 1981 als Episode der französischen Fernsehserie Les Enquêtes du Commissaire Maigret mit Jean Richard. 1994 erschien in der Éditions Claude Lefrancq eine Comic-Adaption von Odile Reynaud und Philippe Wurm.

## Ausgaben
- Georges Simenon: La Danseuse du Gai-Moulin. Fayard, Paris 1932 (Erstausgabe).
- Georg Simenon: Die Tänzerin. Übersetzung: Harald Effberg. Schlesische Verlagsanstalt, Berlin 1935.
- Georges Simenon: Ein Fremder stirbt. Übersetzung: M. Konrad. Rudolf Hans Hammer, Wien 1949.
- Georges Simenon: Maigret und der Spion. Übersetzung: Hansjürgen Wille, Barbara Klau. Kiepenheuer & Witsch, Köln 1962.
- Georges Simenon: Maigret und der Spion. Übersetzung: Hansjürgen Wille, Barbara Klau. Heyne, München 1966.
- Georges Simenon: Maigret und der Spion. Übersetzung: Hainer Kober. Diogenes, Zürich 1986, ISBN 3-257-21427-8.
- Georges Simenon: Maigret und der Spion. Sämtliche Maigret-Romane in 75 Bänden, Band 10. Übersetzung: Hainer Kober. Diogenes, Zürich 2008, ISBN 978-3-257-23810-5.